# Sinfonía n.º 7 (Dvořák)

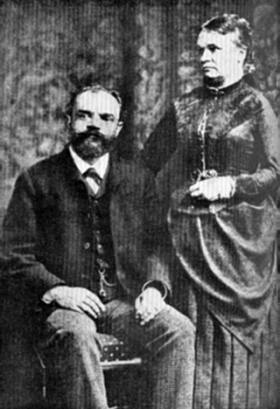
Dvořák con su esposa Anna en Londres en 1886.

La Sinfonía n.º 7 en re menor, Op. 70 / B. 141 fue compuesta por Antonín Dvořák en 1885.

## Historia

### Contexto
En 1884 Dvořák pudo escuchar y admirar la Sinfonía n.º 3 de Brahms, lo que le incitó a proponerse la composición de una nueva sinfonía. Por otra parte, en junio de ese mismo año el maestro checo recibió el encargo de escribir una nueva sinfonía de la Sociedad Filarmónica de Londres, junto con la noticia de que también había sido elegido miembro honorario. Aceptó encantado la oportunidad, tras el considerable éxito obtenido con su cantata Stabat Mater en Londres, ahora podría presentar al público inglés una prueba de sus capacidades también como autor sinfónico. Era consciente de la distinción que esto supondría, dado que el encargo había venido de la famosa institución para la que Beethoven había escrito su Sinfonía n.º 9. Se puso manos a la obra con el empeño de crear un opus que superara todo lo que había escrito hasta la fecha.
Dvorák había pasado cinco años alejado del ámbito sinfónico cuando comenzó a trabajar en esta sinfonía. El intervalo no había sido especialmente prolífico, pero había escrito obras significativas como el Trío para piano n.º 3 Op. 65, el Cuarteto de cuerda n.º 11 Op. 61, la Balada en re menor o el Scherzo capriccioso; y cuando llegó el momento de componer la Sinfonía n.º 7, estaba preparado.

### Composición

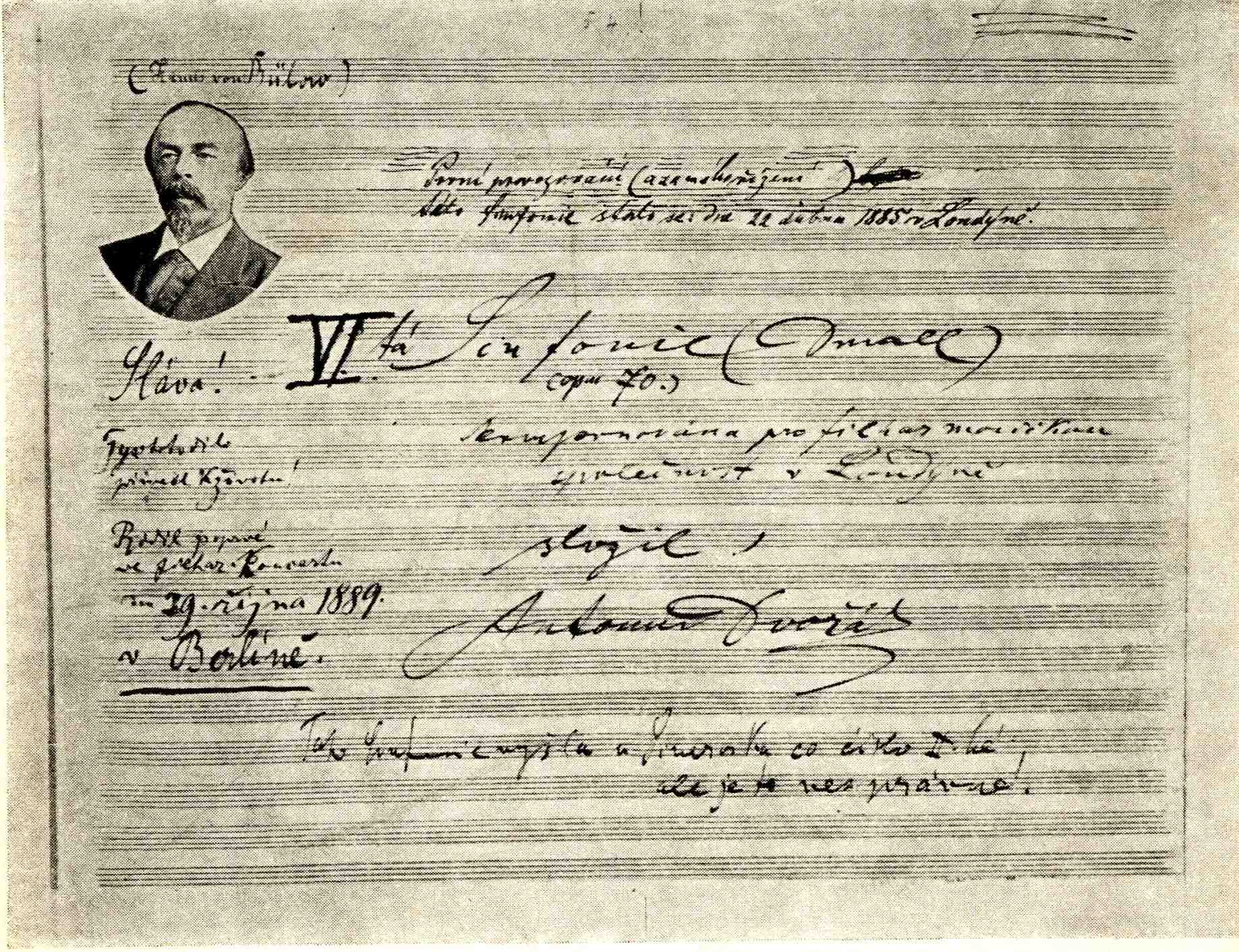
Portada de la partitura manuscrita con el retrato de Hans von Bülow.

La composición de este opus se desarrolló entre el 13 de diciembre de 1884 y el 17 de marzo de 1885, cuando el compositor tenía 44 años. Terminó un borrador del primer movimiento en cinco días, y escribió a uno de sus amigos: 

«Estoy ocupado ahora con esta sinfonía para Londres, y dondequiera que vaya no puedo pensar en otra cosa. ¡Quiera Dios que esta música checa mueva el mundo!»

Diez días después acabó el borrador del movimiento lento. Agregó esta nota al pie de la página: «Desde los años tristes». Se refería a la reciente muerte de su madre y probablemente también a la muerte anterior de su hijo mayor, acontecimientos que rondaban su cabeza en especial en este movimiento. Comienza el mismo con calma y paz intensas, pero también incluye la agitación y el tiempo revuelto. Durante el siguiente mes terminó los bocetos del tercer y cuarto movimientos. Dvořák decía que el cuarto movimiento sugería la capacidad del pueblo checo de exhibir una obstinada resistencia a los opresores políticos. 
Los sentimientos inusualmente fervientes que refleja esta composición en ocasioines se han atribuido a la muerte de su madre. Pero Anna Dvořáková había muerto dos años antes de que él comenzara a escribir la obra. La literatura sobre Dvořák menciona con frecuencia una crisis personal que supuestamente sufrió en la primera mitad de la década de 1880 como consecuencia de su creciente prestigio internacional. Al parecer el compositor se debatía entre su patriotismo y su cosmopolitismo, entre el "servicio a su país" que se esperaba de él y sus ambiciones de éxito internacional, todo lo cual provocó un cambio total de tono en su obra. Otras interpretaciones afirman que el carácter de la sinfonía pudo estar influido por el agitado ambiente sociopolítico de la época. Esta suposición se basa en una nota que el compositor escribió en la partitura debajo del tema principal del primer movimiento:

«Este tema principal se me ocurrió cuando el tren festivo procedente de Pest llegó a la estación en 1884.»

Dvořák daba un paseo diario a la estación de ferrocarril de Praga ya que era un apasionado de las locomotoras, de las que coleccionaba láminas y estampas y de las que llegó a tener notables conocimientos. La anotación en la partitura hace referencia a la visita a Praga de varios centenares de húngaros y checos húngaros. El punto culminante fue ver una representación en el Teatro Nacional de Praga, pero todo el acontecimiento tuvo un carácter más político que cultural, e implicó mítines político-nacionalistas generalizados en todas las grandes ciudades por las que pasó el tren. No obstante, no existen pruebas convincentes de ninguna de estas teorías.

### Estreno y publicación
El estreno de la obra se celebró el 22 de abril de 1885 en el St James’s Hall de Londres con la interpretación de Sociedad Filarmónica de Londres dirigida por el propio compositor. El 29 de noviembre del mismo año se interpretó en el Rudolfinum de Praga de nuevo bajo la batuta del compositor. El éxito obtenido le animó a presentarla en enero de 1886 en Nueva York y al año siguiente en Berlín. Dvořák sintió siempre cierta predilección por esta obra, cuya partitura revisó tras su estreno.

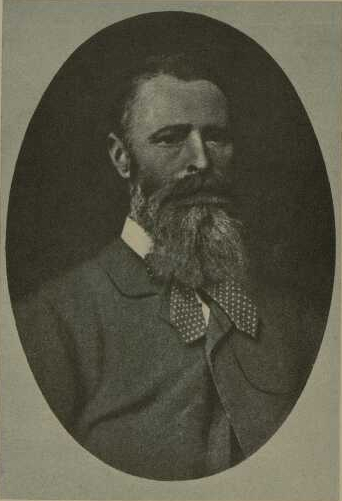
Fritz Simrock, editor de la pieza.

La primera publicación fue llevada a cabo en 1885 por la editorial N. Simrock en Berlín. Se publicó como Sinfonía n.º 2, que es el número que le correspondía en la primera clasificación las obras de este compositor, en la que no se incluían las cuatro primeras sinfonías. La primera edición no estuvo exenta de dificultades a pesar del éxito del estreno. El editor Fritz Simrock le ofreció 3,000 marcos y un vale por obras anteriores, que Dvořák rechazó y pidió 6.000 marcos. El editor argumentó que obras extensas como las sinfonías no eran rentables y le sugirió que escribiera más piezas más cortas como las Danzas eslavas. El compositor rechazó la sugerencia y se negó a comprometer su expresión artística. En cualquier caso Simrock cedió solo después de que Dvořák prometiera más Danzas eslavas. Por otra parte, el maestro checo le insistió a su editor alemán en que la partitura impresa para piano de su sinfonía llevara un título checo y que su nombre no se tradujera como "Anton" sino como la abreviatura neutra "Ant.". La disputa se intensificó y el músico expresó su descontento en una carta:

«¡Mi querido amigo Simrock! No te burles de mis hermanos checos, y tampoco te compadezcas de mí. Lo que te pedí era simplemente mi deseo y, si no puedes cumplirlo, estoy justificado al percibir una falta de buena voluntad por tu parte como la que no he encontrado ni entre los editores ingleses ni entre los franceses.»

La controversia sobre el título adquirió dimensiones políticas, pero Dvořák enfocó su carta en la prevalencia del arte sobre la política. Las desavenencias con Simrock se dejaron de lado de forma amistosa. Pero cinco años más tarde llegaron a un punto crítico en relación con la publicación de la Sinfonía n.º 8, que terminó con la suspensión temporal de la obra y de las relaciones comerciales.

## Instrumentación
La partitura está escrita para una orquesta formada por:
- Viento madera: 2 flautas, 2 oboes, 2 clarinetes en la y si bemol, 2 fagotes.
- Viento metal: 4 trompas en do y fa, 2 trompetas en do, re y fa, 3 trombones.
- Percusión: timbales.
- Cuerda: una sección de cuerdas con violines I y II, violas, violonchelos y contrabajos.

El rigor intelectual de la obra se refleja también en su sobria instrumentación. Aquí, Dvořák sólo utiliza la plantilla clásica de Beethoven para su orquesta, mientras que los instrumentos de metal suelen servir simplemente para condensar el sonido en los momentos dinámicos álgidos.

## Estructura y análisis musical
La sinfonía consta de cuatro movimientos:
- I. Allegro maestoso, en re menor 6
8
- II. Poco adagio, en fa mayor 4
4
- III. Scherzo. Vivace, en re menor – Trío en sol mayor 6
4
- IV. Finale. Allegro, en re menor que finaliza en re mayor 6
8

La interpretación de la obra dura aproximadamente entre 35 y 40 minutos. Es una obra emocionalmente turbulenta, como lo expresa la inscripción “del tiempo tormentoso” que llevaba en su primera publicación. El arco intelectual de la pieza crece a partir de una atmósfera de duda agonizante y al final desemboca en una expresión de firme resolución. Es la sinfonía más típicamente romántica de Dvořák, en la línea de la Patética de Chaikovski. Su atmósfera sombría y expresión dramática contrasta con sus dos sinfonías vecinas (n.º 6 y n.º 8), así como con la gran mayoría de la producción de Dvořák. Carece de melodías de inspiración eslava, típicas del periodo eslavo precedente del compositor. La idea de abandonar la inspiración folclórica eslava se basaba en la decisión racional de crear una obra de gran envergadura a la escala de Beethoven o Brahms que triunfara en la escena musical internacional. También pudo tener que ver el comentario de Brahms sobre su sinfonía anterior: "Imagino que su sinfonía será muy distinta a ésta [la Sinfonía nº 6]." Es una pieza profundamente íntima en la que el compositor examina su alma y las respuestas a cuestiones esenciales de la existencia humana. Esto se refleja en la elección de la tonalidad de re menor, la misma que eligió Mozart para su Réquiem, Beethoven para su Sinfonía n.º 9 o Brahms para su Concierto para piano n.º 1, es decir, obras cuyo significado las aleja del ámbito de la "mera" música. La concepción de toda la obra manifiesta una notable cohesión temática, unidad estilística y una compactación poco común en la forma de cuatro movimientos. Es interesante observar la afinidad de esta sinfonía con la Obertura Husita del compositor ya que ambas parten de un estado de ánimo inicial similar y se pueden identificar asociaciones tonales en su material temático.

### I.Allegro maestoso
El primer movimiento, Allegro maestoso, está escrito en la tonalidad de re menor, en compás de 6/8 y sigue la forma sonata de una manera muy liberal. Su carácter viene determinado sobre todo por la disposición del primer tema, una idea melancólica y lírica que es presentada por violas y violonchelos en pianissimo. La sombría introducción, con la nota re constante, se mantiene dentro del intervalo de cuarta y sugirere la "calma antes de la tormenta". En su segunda parte, el tema se eleva de repente y termina de forma sorprendente en un acorde de séptima disminuida. Es difícil encontrar un tema principal menos probable para una sinfonía. Poco después el colgante al final de la melodía se convierte en algo mucho más electrizante, por medio de algunas hemiolas típicas de Dvorák y desde ese punto el movimiento se pone en marcha. El tema es desarrollado después por los clarinetes y por último por la orquesta hasta llegar al clímax. El segundo tema, en si bemol mayor e introducido por un rico pasaje cromático ascendente en los violines y las maderas, tiene el aspecto de un despreocupado día de verano. Es más conciliador, aunque, a medida que va evolucionando, una cierta oscuridad empieza a apoderarse también de él.
En el desarrollo aparecen con frecuencia pequeños grupos melódicos interrumpidos en el diálogo: éste es el contraste entre los fragmentos suaves y los marcados que nos acerca al juego beethoveniano. Se trata de uno de los desarrollos más dramáticos de toda la producción de Dvořák, y su impacto vuelve a ser palpable, si no más fuerte, en la coda. Se cierra con una de las resoluciones más imaginativas del compositor: el drama de la coda, cada vez más intenso hacia el clímax, retrocede de repente y la música se aleja con resignación en el mismo espíritu con el que arrancó el movimiento. No se aborda el dilema, ni se despejan las dudas, dejando así un sinfín de ideas abiertas para los demás movimientos de la sinfonía.

### II.Poco adagio
El segundo movimiento, Poco adagio, está en fa mayor y en compás de 4/4. El movimiento lento arranca con sencillez y satisfacción: el clarinete aporta una melodía ligera que oscila entre las tonalidades de si bemol mayor y fa mayor. Pero a medida que la pieza se va revelando, hay suficiente pasión. Introduce una cierta sensación de calma, aunque no puede describirse como un idilio sin preocupaciones. La música en este punto se ve a veces como una plegaria por la paz del alma. Presenta una gran riqueza melódica y orquestal: la melodía es presentada por el viento metal mientras el pizzicato de los violines le aporta un aire de misterio. En la repetición del tema la orquestación es variada constantemente. Tras el estreno, Dvořák acortó este movimiento en 40 compases, hecho que relató en una carta a su editor Simrock: "El Adagio es actualmente mucho más breve y compacto y ahora estoy convencido de que no hay ni una sola nota superflua en la obra".

### III.Scherzo. Vivace
El tercer movimiento, Scherzo. Vivace, está en re menor con trío en sol mayor, el compás es 6/4 y sigue una forma ternaria A-B-A. La melodía principal, plagada de hemiolas, nos adentra en un reino extraordinario y convincente en el que el ritmo vivaz y la innegable melancolía se dan la mano. En consonancia con el espíritu general de la sinfonía, contiene una serie de acentos sombríos. La sección principal se articula en torno a un tema principal muy rítmico, pero su carácter danzante se relativiza con una contramelodía contrastante y su potencial espíritu alegre queda suprimido por la tonalidad fundamental de re menor. Además, hacia el final de la parte A, el torrente de música atrae de forma progresiva elementos cada vez más dramáticos que acaban agitándose en una especie de vórtice salvaje y oscuro. Se abre con una alegre melodía en la que vuelve a aparecer el desarrollo enérgico de algunas partes. Entre la primera y la segunda existe una separación claramente marcada por medio de un silencio y cambio de estructura orquestal. Probablemente es el movimiento más famoso de la sinfonía.

### IV.Finale. Allegro
El cuarto y último movimiento, Finale. Allegro, retoma la tonalidad inicial aunque acaba en re mayor y el compás es 6/8. Su estructura responde a la forma sonata con una recapitulación abreviada, que podría caracterizarse como la imagen de una oleada heroica de voluntad. Esta impresión es evocada en el tema principal con su salto inicial de octava ascendente presentado por el clarinete y la trompa. Se caracteriza por un predominio de las segundas aumentadas y un uso frecuente del cuarto grado de la escala elevado, lo que le confiere una acritud peculiar y sutilmente exótica. La mayor se convierte en la base para la introducción de un segundo tema esponjoso y con ritmo de marcha, que es interpretado por los violonchelos. Culmina con una coda impresionantemente estructurada que, con su expresión resuelta y liberada, cierra la obra con seguridad. Los asertivos golpes de negra logran trascender el muro de re menor y se adentran en el terreno contiguo de re mayor, culminando en un resplandor glorioso que cierra la sinfonía. Toda la pieza es un ejemplo de maestría en el tratamiento temático, inventiva infalible y sentido de la arquitectura en su conjunto. Refuerza algunos de los temas y sobre todo el dramatismo típico; en él aparece un sentido del dinamismo propio de las mejores obras clásicas. 

## Recepción de la obra
Tras su estreno mundial en Londres, la obra tuvo una acogida entusiasta que Dvořák describió dos días después en una carta a su amigo Václav Juda Novotný:

«¡Mi querido amigo! Antes de que recibas esta carta, probablemente ya te habrás enterado del resultado y de mi recibimiento aquí en Londres. La sinfonía gustó mucho y el público me reconoció y acogió de la manera más ostentosa. Hubo un pandemónium después de cada movimiento, entusiasmado hasta el final, como en casa, de hecho. Pero esto es, como siempre, una preocupación menor para mí. Lo importante es que la sinfonía, incluso con sólo dos ensayos, salió estupendamente. Fue una pena que no pudierais presenciar una interpretación tan maravillosa.»

Varios de los principales periódicos ingleses (The Times, Daily News, Sunday Times, Morning Post, Daily Telegraph, Athenaeum, etc.) publicaron extensas críticas, en su mayoría efusivas en sus elogios. La revista Athenaeum publicó la siguiente crítica:

«Digamos de una vez y con decisión que la nueva obra satisfizo plenamente las más altas expectativas que se habían formado con respecto a ella; y que su Sinfonía en re menor no sólo es enteramente digna de su reputación, sino que es una de las más grandes obras de su clase producidas en la presente generación. La música de Dvorak es igualmente interesante, y podemos añadir satisfactoria, para los seguidores de las escuelas conservadoras y progresistas del arte: para los primeros, porque ilustra el hecho de que es posible crear algo totalmente nuevo y original sin apartarse de los esquemas formales o los cánones del arte establecidos por los más grandes maestros del pasado; para la escuela más moderna, por la audacia de sus progresiones armónicas y la libertad de sus combinaciones rítmicas. [...] El Finale de la sinfonía está a la altura de cualquiera de los movimientos precedentes; en su poder sostenido y su energía masculina puede situarse al lado del magnífico movimiento final de la gran Sinfonía en do mayor de Schubert, a la que, aunque muy diferente en sus temas, se asemeja en su flujo inagotable de melodía, y aún más, quizás, en el impulso sin resistencia con el que arrastra todo lo que tiene ante sí. En una primera audición, nos inclinamos a situar esta nueva sinfonía incluso por encima de las de Brahms, a las que iguala en tratamiento magistral y exquisita instrumentación, al tiempo que las supera en espontaneidad de invención.»

Sin embargo, un crítico musical de The London Times fue menos entusiasta:

«Toda la obra está pintada de gris-en-gris: le falta dulzura de melodía y ligereza de estilo: es lúgubre sin el pathos de la tristeza que es más elevador que la alegría misma.»

En la actualidad esta sinfonía goza de un estatus especial en la serie de nueve sinfonías del compositor. Aunque no puede competir en popularidad con la Sinfonía del Nuevo Mundo, por su concepción global, la gravedad de su testimonio y su magistral tratamiento formal, constituye un ejemplo supremo de escritura sinfónica que se sitúa al lado de algunas de las obras más relevantes del desarrollo del género sinfónico posterior a Beethoven; algunos expertos la sitúan incluso por encima de las sinfonías de Brahms.

## Discografía selecta
- 1971 – Rafael Kubelík, Orquesta Filarmónica de Berlín (DG).
- 1979 – Carlo Maria Giulini, Orquesta Filarmónica de Londres (EMI).
- 1987 – Christoph von Dohnányi, Orquesta de Cleveland (Decca).
- 1987 – Neeme Järvi, Royal Scottish National Orchestra (Chandos).[6]
- 1997 – Myung-whun Chung, Orquesta Filarmónica de Viena (DG).
- 2001 – Colin Davis, Orquesta Sinfónica de Londres (LSO Live).
- 2003 – Andrew Davis, Orquesta Sinfónica de Londres.